# Hosn Suleiman
Hosn Suleiman (in arabo حصن سليمان) è un sito archeologico siriano nel Governatorato di Tartus, a pochi chilometri a nord di Safita.

## Storia
Si ritiene che la località fosse stata colonizzata dai Fenici di Arados, i quali controllavano un'ampia zona dell'entroterra. È quasi certo che vi fondassero un tempio dedicato al dio Baal Shamin, il potente dio del cielo, poi identificato come Zeus dai Greci.
L'insediamento odierno deriva dall'antica Baitokaike, che secondo un'antica iscrizione greco-latina avrebbe goduto di particolari privilegi: più precisamente si cita un editto del sovrano seleucide Antioco I che consacrava il luogo a Zeus, esentando così gli abitanti da ogni imposta e li autorizzava a fare mercato due volte al mese, e riconosceva, inoltre, diritto di asilo a chi si rifugiava nel tempio. Effettivamente fino al IV secolo il santuario fu meta di intensi pellegrinaggi e sicuro approdo per chi cercava rifugio.

## Descrizione del sito

### Tempio di Astarte

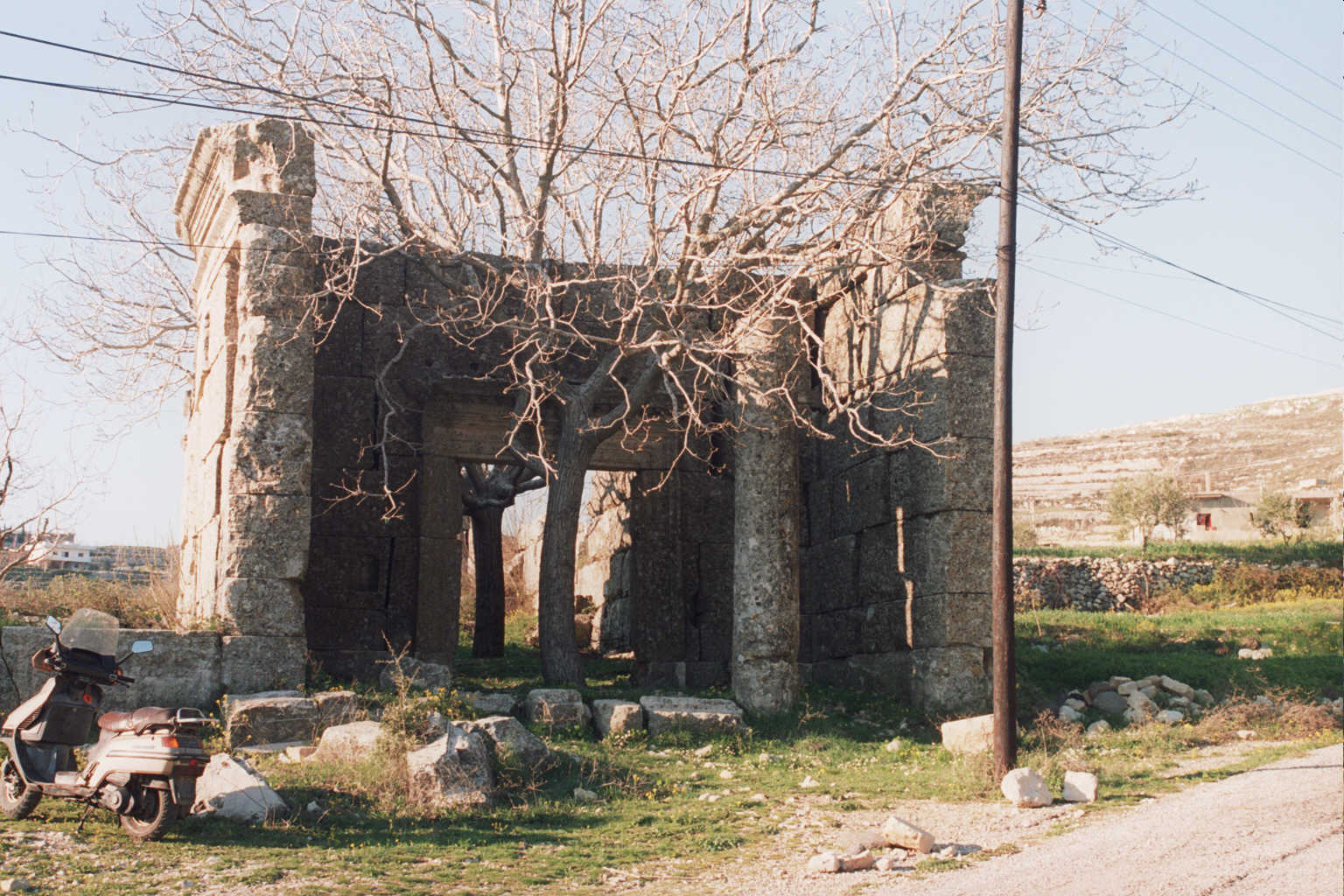
Il tempio di Astarte.

Il tempio di Astarte, chiamato in arabo ed-Deir (ossia "monastero") è racchiuso da un muro quadrato di circa sessanta metri di lato.

### Tempio di Zeus

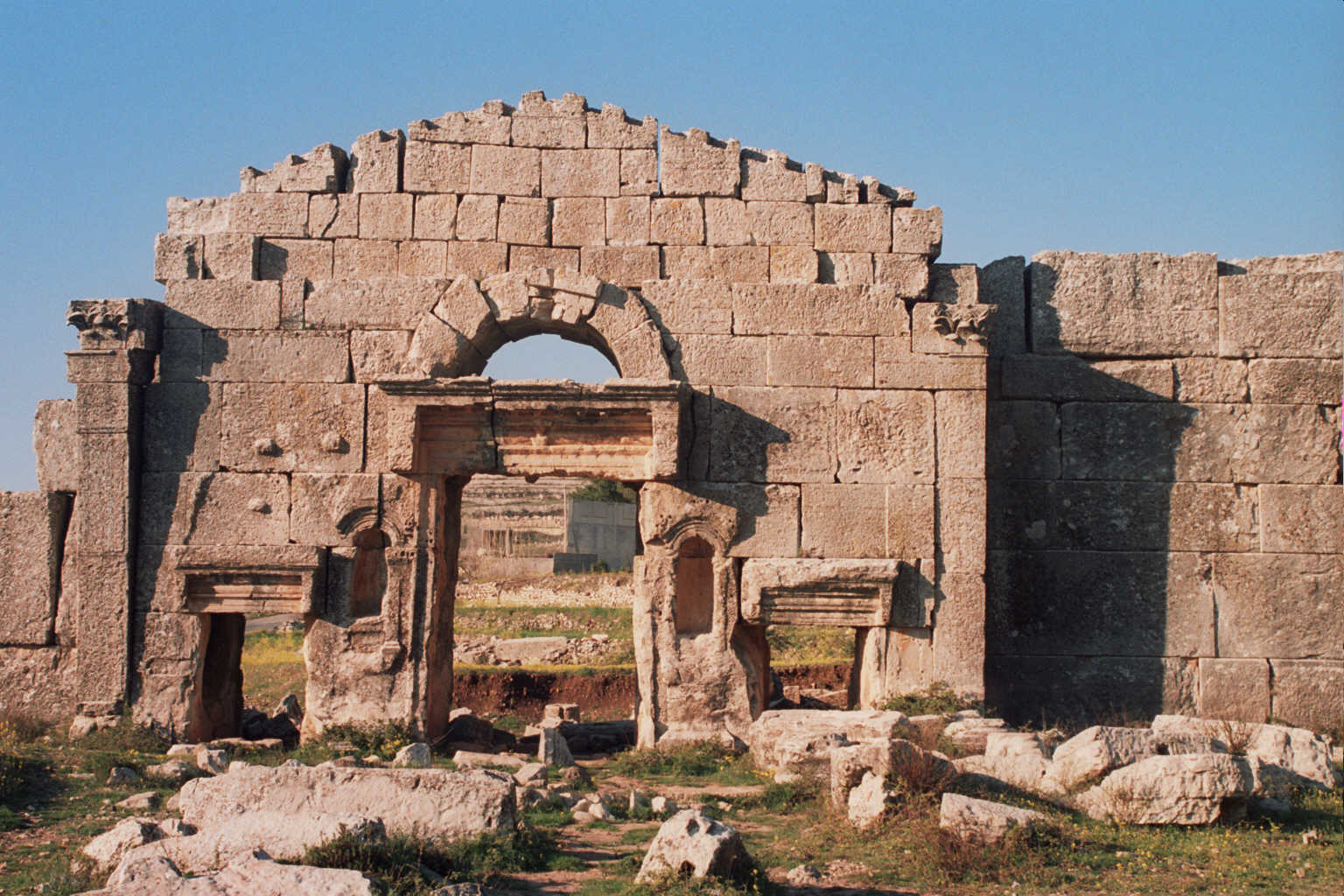
Il recinto del tempio di Zeus.

Il tempio di Zeus è recintato da un massiccio muro formato da blocchi ciclopici, tuttora alti fino a tre metri, a pianta rettangolare di circa 135 metri per 85; al centro del cortile si trova il tempio con un altare, la scalinata ed un portico.